# Кривая светового насыщения фотосинтеза
Кривая светового насыщения фотосинтеза — это графическое представление эмпирической взаимосвязи между интенсивностью света и фотосинтезом. По сути своей она представляет собой модификацию уравнения Михаэлиса-Ментен. Кривая показывает положительную корреляцию между интенсивностью света и скоростью фотосинтеза: по оси х отложены значения независимой переменной (освещенность), а по оси y — значение зависимой переменной (скорость фотосинтеза).

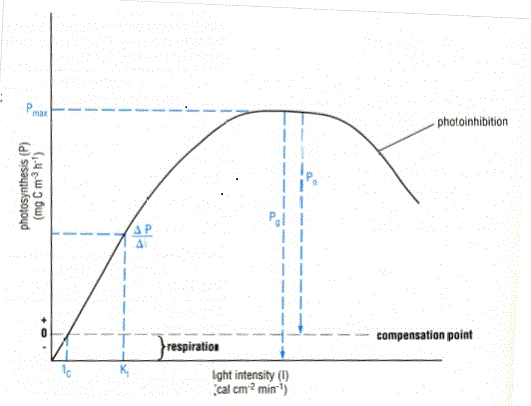
Кривая светового насыщения

## Описание
Кривая светового насыщения наиболее часто применяется для описания зависимости фотосинтеза океанического фитопланктона от изменения интенсивности света. Используя эту кривую можно оценить биологическую продуктивность планктона, что важно, поскольку он фиксирует ~50 % от мирового диоксида углерода и является важным продуцентом в морской пищевой сети.
Интенсивность или скорость фотосинтеза можно описать в терминах количества углерода (C) фиксированного в единицу времени. Поскольку индивидуальные организмы различаются по размеру, полезно нормализовать концентрацию углерода по концентрации хлорофилла а, что позволяет учесть различия в биомассе.

## История
В 1905, морские исследователи попытались разработать уравнение, которое можно было бы использоваться в качестве стандарта при установлении взаимосвязи между солнечной радиацией и продукцией фотосинтеза. Несколько групп учёных частично преуспели в этом, а в 1976 году сравнительное исследование, проведённое Аланом Джассби и Тревором Платта, исследователями из Бедфордского Института Океанографии в Дартмуте, Новая Шотландия, пришло к выводу, который предопределил дальнейшее развитие подобных уравнений. Оценив восемь наиболее часто использовавшихся уравнений, Джассби и Платт показали, что уравнение на основе ферментативной кинетики Михаэлиса-Ментен наилучшим образом отображает взаимосвязь между освещённостью и фотосинтезом. Их выводы были столь убедительны, что уравнение Михаэлис-Ментен стало стандартным для кривых светонасыщения всех последующих поколений.

## Уравнения
Существуют два производных уравнения, которые обычно используются для построения этой гиперболической кривой. Первое описывает случай, когда скорость фотосинтеза увеличивается с увеличением интенсивности света пока не будет достигнуто Рmax, после чего скорость выходит на плато, а весь дальнейший фотосинтез протекает с максимальной скоростью.
P = Pmax[I] / (KI + [I])
- Р = скорость фотосинтеза при данной интенсивности света
  - Обычно выражается в (мг C/м3·час) или (мкг С/мкг Хл а·час)

- Рмакс = максимально возможная скорость фотосинтеза для отдельного организма

- [I] = интенсивность света
  - Обычно выражается в (мкмоль фотонов/м2·с или (Вт/м2·ч)

- КI = константа полунасыщения; интенсивность света, при которой фотосинтез со скоростью ½ Рmax
  - Единицы измерения должны соответствовать единицам, выбранным для измерения [I]

Как Рmax, так и начальный наклон ривой ∆Р/∆I видоспецифичны и зависят от целого ряда факторов таких как концентрация биогенных веществ, температуры и физиологических возможностей индивидуального организма. Интенсивность света зависит от широтного положения и подвержена дневным и сезонным колебаниям, которые также влияют на общий фотосинтетический потенциал организмов. Эти три параметра возможно предсказать и использовать для построения общей кривой светового насыщения, которой должна следовать популяция в целом.

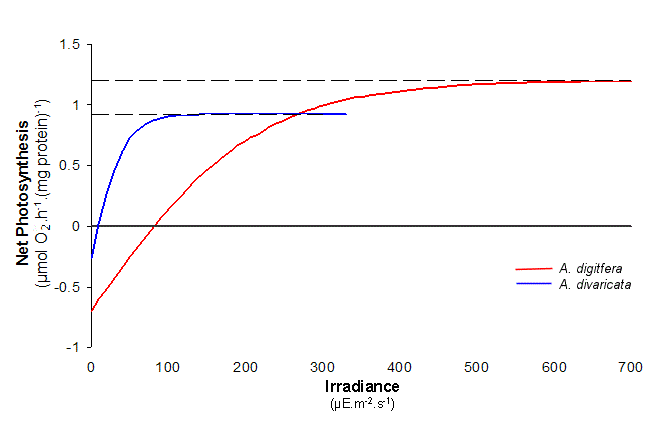

Как видно на диаграмме, два вида могут иметь разную реакцию на одно и то же постепенное изменение в интенсивности света. Начальная скорость популяция А (синий) выше, чем у популяции В, (красный) и её скорость меняется сильнее при низких интенсивностях света. Можно сделать вывод, что эта популяция будет доминировать в среде с низкой освещённостью. Хотя скорость фотосинтеза популяции В растёт медленнее при низкой интенсивности света, её Рmax выше чем у популяции А. В результате популяции А будет доминирование при большой интенсивности света. Есть много определяющих факторов, влияющих на успех популяции; использование кривой светового насыщения полезно для цветения фитопланктона и устойчивости экосистем.
Второе уравнение учитывает влияние фотоингибирования. В нескольких метрах от поверхности океана уровень освещённости может быть достаточно высоким чтобы повредить хлорофилл и фотосинтетический аппарат клетки, что ведёт к уменьшению скорости фотосинтеза. На кривой ответа фотоингибирование отображается как снижение интенсивности фотосинтеза при силе света большей той, которая необходима для достижения Рmax.
{\displaystyle P=P_{\max }(1-e^{-\alpha I/P_{\max }})e^{-\beta I/P_{\max }}}
- βI = интенсивность света в начале фотоингибирования

- αI = интенсивность света